# Гюффруа, Пьер
Пьер Гюффруа (англ. Pierre Guffroy, 22 апреля 1926 — 27 сентября 2010) — французский художник-постановщик. Лауреат премии премия «Оскар» за лучшую работу художника-постановщика в фильме «Тэсс» (1979) и трех премий «Сезар».

## Биография
Пьер Гюффруа родился 22 апреля 1926 года в Париже. Изучал скульптуру в Национальной высшей школе изящных искусств в Париже, учился в Национальной школе декоративно-прикладного искусства и с 1951 по 1953 год — в Институте перспективных исследований кино (IDHEC) (сейчас Ля Феми).
Карьеру в кинематографе Гюффруа начинал как помощник декоратора в 1957 году, затем работал как арт-директор со многими известными режиссёрами из разных стран, в частности с Марселем Камю, Жаном Кокто, Жан-Люком Годаром, Рене Клеманом, Франсуа Трюффо, Луисом Бунюэлем и другими. В 1967 году был номинирован на премию Американской киноакадемии за свою работу в фильме «Горит ли Париж?». В 1981 году Пьер Гюффруа получил премию «Оскар» за лучшую работу художника-постановщика в фильме Романа Полански «Тэсс». Он также пять раз был номинирован и три раза стал лауреатом на французской национальной кинопремии «Сезар»..
В 1992 году режиссёр Пьер Салли снял документальный фильм «По ту сторону декораций», посвященный Перу Гюффруа. Пьер Гюффруа скончался в городе Шалон-сюр-Сон в 2010 году в возрасте 84 лет. Похоронен на кладбище Баньё, позже перезахоронен в коммуне Шапез (департамент Сона и Луара).

## Награды
- 1981 — Премия «Оскар» за лучшую работу художника-постановщика («Тэсс»)